# غشائية أنتارتيكية
غشائية أنتارتيكية (بالإنجليزية: Hymenobacter antarcticus)‏ هي نوع من البكتيريا، سلبية الغرام، تتبع الغشائية.